# Halve marathon van Egmond 1986

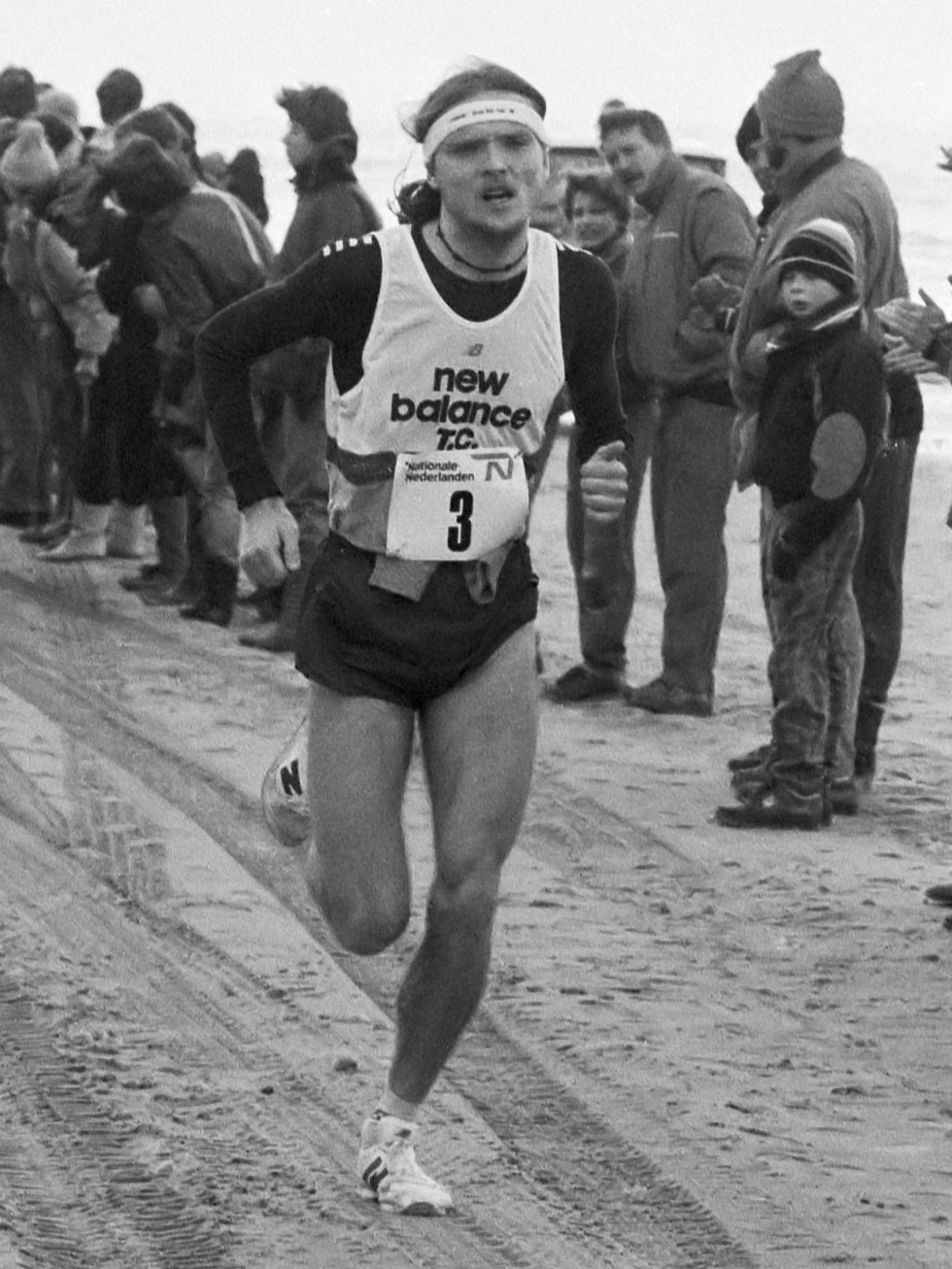
De winnaar Henrik Jørgensen.

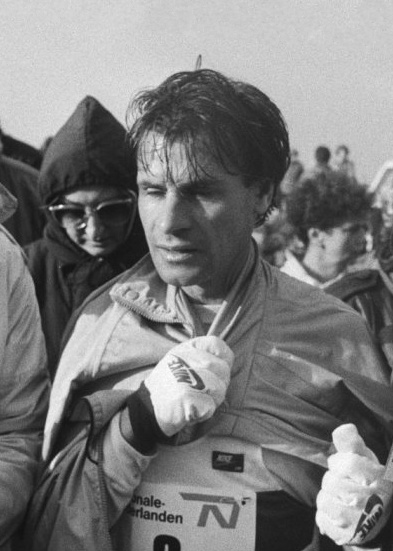
Carlos Lopes na de wedstrijd.

De halve marathon van Egmond 1986 vond plaats op zondag 12 januari 1986. Het was de veertiende editie van deze halve marathon. De hoofdsponsor van het evenement was Nationale Nederlanden. Een recordaantal van 6550 deelnemers had zich ingeschreven voor de wedstrijd, die werd gelopen met harde wind.
De nummers één en twee van de twaalfde editie van deze wedstrijd, de Belg Alex Hagelsteens en de Deen Henrik Jørgensen, draaiden de rollen in deze editie om: ditmaal won Jörgensen bij de mannen in 1:07.07, op veertien seconden gevolgd door Hagelsteens. Bij de vrouwen was de Nederlandse Carla Beurskens het sterkst.

## Uitslagen

### Mannen
| Positie | Atleet            | Land       | Tijd    |
| ------- | ----------------- | ---------- | ------- |
| 1       | Henrik Jørgensen  | Denemarken | 1:07.07 |
| 2       | Alex Hagelsteens  | België     | 1:07.21 |
| 3       | Marti ten Kate    | Nederland  | 1:08.19 |
| 4       | Carlos Lopes      | Portugal   | 1:08.30 |
| 5       | Dirk Vanderherten | België     | 1:08.57 |
| 6       | Kim Reynierse     | Nederland  | 1:08.53 |
| 7       | Geir Kvernmo      | Noorwegen  | 1:08.55 |
| 8       | Jean-Piere Paumen | België     | 1:09.07 |
| 9       | Fred Vandervennet | België     | 1:09.10 |
| 10      | Gerard Nijboer    | Nederland  | 1:09.13 |
| 11      | John Vermeule     | Nederland  | 1:09.18 |

### Vrouwen
| Positie | Atlete           | Land       | Tijd    |
| ------- | ---------------- | ---------- | ------- |
| 1       | Carla Beurskens  | Nederland  | 1:18.16 |
| 2       | Magda Ilands     | België     | 1:20.13 |
| 3       | Holm Hansen      | Denemarken | 1:20.53 |
| 4       | Wilma Rusman     | Nederland  | 1:21.55 |
| 5       | Agnes Sipka      | Hongarije  | 1:22.48 |
| 6       | Francine Pauwels | België     | 1:23.00 |
| 7       | Irmgard Dunke    | Duitsland  | 1:23.56 |
| 8       | Caroline Lucas   | Nederland  | 1:24.29 |

1973 ·
1974 ·
1975 ·
1976 ·
1977 ·
1978 ·
1979 ·
1980 ·
1981 ·
1982 ·
1983 ·
1984 ·
1985 ·
1986 ·
1987 ·
1988 ·
1989 ·
1990 ·
1991 ·
1992 ·
1993 ·
1994 ·
1995 ·
1996 ·
1997 ·
1998 ·
1999 ·
2000 ·
2001 ·
2002 ·
2003 ·
2004 ·
2005 ·
2006 ·
2007 ·
2008 ·
2009 ·
2010 ·
2011 ·
2012 ·
2013 ·
2014 ·
2015 ·
2016 ·
2017 ·
2018 ·
2019 ·
2020 ·
2021 ·
2022 ·
2023 ·
2024 ·
2025